# Rock the Nation Live! (DVD)
Rock the Nation Live! je live hudební DVD video skupiny Kiss vydané v roce 2005. DVD je unikátní díky funkci "Kiss Powervision" která u sedmi písní umožňuje, že si každý fanoušek může vybrat, kterého člena kapely chce sledovat. DVD obsahuje také záběry ze zákulisí, z šatny před koncertem, soundtrack i focení skupiny.

## Seznam skladeb

### Disc 1
| Pořadí | Název              | Délka |
| ------ | ------------------ | ----- |
| 1.     | Love Gun           |       |
| 2.     | Deuce              |       |
| 3.     | Makin' Love        |       |
| 4.     | Lick It Up         |       |
| 5.     | Christine Sixteen  |       |
| 6.     | She                |       |
| 7.     | Tears Are Falling  |       |
| 8.     | Got To Choose      |       |
| 9.     | I Love It Loud     |       |
| 10.    | Love Her All I Can |       |
| 11.    | I Want You         |       |
| 12.    | Parasite           |       |

### Disc 2
| Pořadí | Název                            | Délka |
| ------ | -------------------------------- | ----- |
| 1.     | War Machine                      |       |
| 2.     | 100,000 Years                    |       |
| 3.     | Unholy                           |       |
| 4.     | Shout It Out Loud                |       |
| 5.     | I Was Made for Lovin' You        |       |
| 6.     | Detroit Rock City                |       |
| 7.     | God Gave Rock 'N' Roll to You II |       |
| 8.     | Rock and Roll All Nite           |       |

## Obsazení
- Paul Stanley – kytara, zpěv
- Gene Simmons – basová kytara, zpěv
- Eric Singer – bicí, zpěv
- Tommy Thayer – sólová kytara, zpěv